# Jan Węcławski
Jan Węcławski (ur. 21 maja 1922, zm. około 1 czerwca 1995) – polski architekt i nauczyciel akademicki.

## Życiorys
Był synem Edmunda (meblarza i architekta wnętrz) i Aurelii z Krzyżaniaków. Przed II wojną światową pobierał lekcje u prof. Kazimierza Cwojdzińskiego, a podczas okupacji niemieckiej pracował fizycznie w zrabowanej przez Niemców fabryce mebli Sroczyńskiego w Poznaniu. Tuż po wojnie utracił oko w wypadku. Ojciec w obawie przed problemami z widzeniem przestrzennym i opanowaniem rysunku odradzał mu studia architektoniczne, w związku z czym zdawał na Wydział Matematyczno-Przyrodniczy Uniwersytetu Poznańskiego. W trakcie tych studiów, w tajemnicy przed rodzicami, złożył dokumenty w poznańskiej Szkole Inżynierskiej. Ukończył studia na Wydziale Architektury tej uczelni oraz taki sam wydział na Politechnice Wrocławskiej. Od 1950 do 1964 pracował w Miastoprojekcie w Poznaniu (m.in. kierownik pracowni). Od 1952 wykładał na Akademii Sztuk Plastycznych w Poznaniu (od 1986 był profesorem zwyczajnym). Od 1964 do 1981 prorektor tej uczelni. Kierował też Katedrą Architektury Wnętrz. W latach 1961–1962 wiceprezes poznańskiego oddziału SARP.
Był osobą religijną, na wzór swojej matki działał w Caritasie, a także w Duszpasterstwie Akademickim, gdzie poznał przyszłą żonę. Amatorsko grał na skrzypcach. Pochowany na Cmentarzu Junikowo w Poznaniu w dniu 8 czerwca 1995.

## Dzieła
Dzieła:
- architektura:

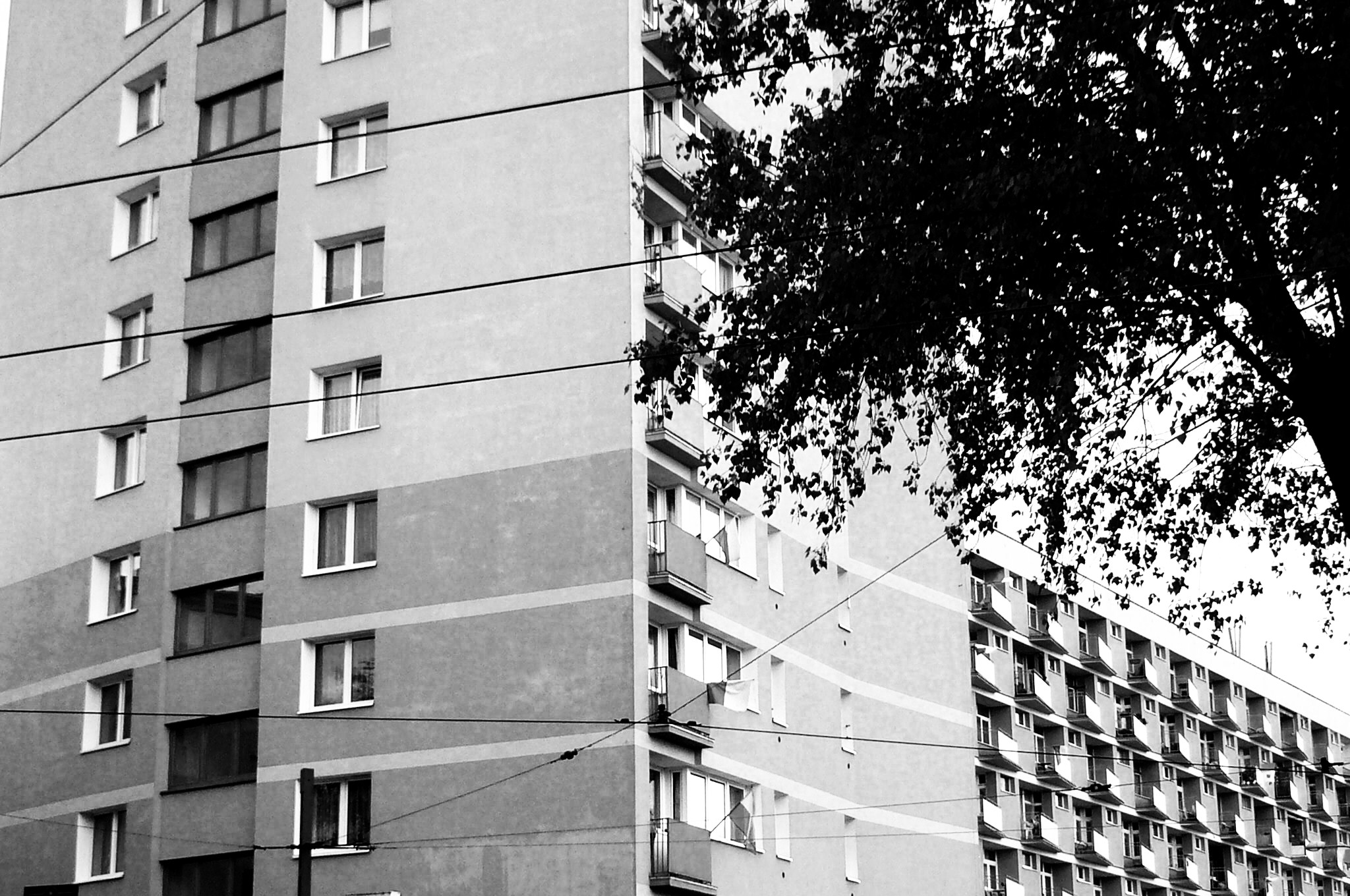
Wschodnia ściana placu Waryńskiego (Poznań)

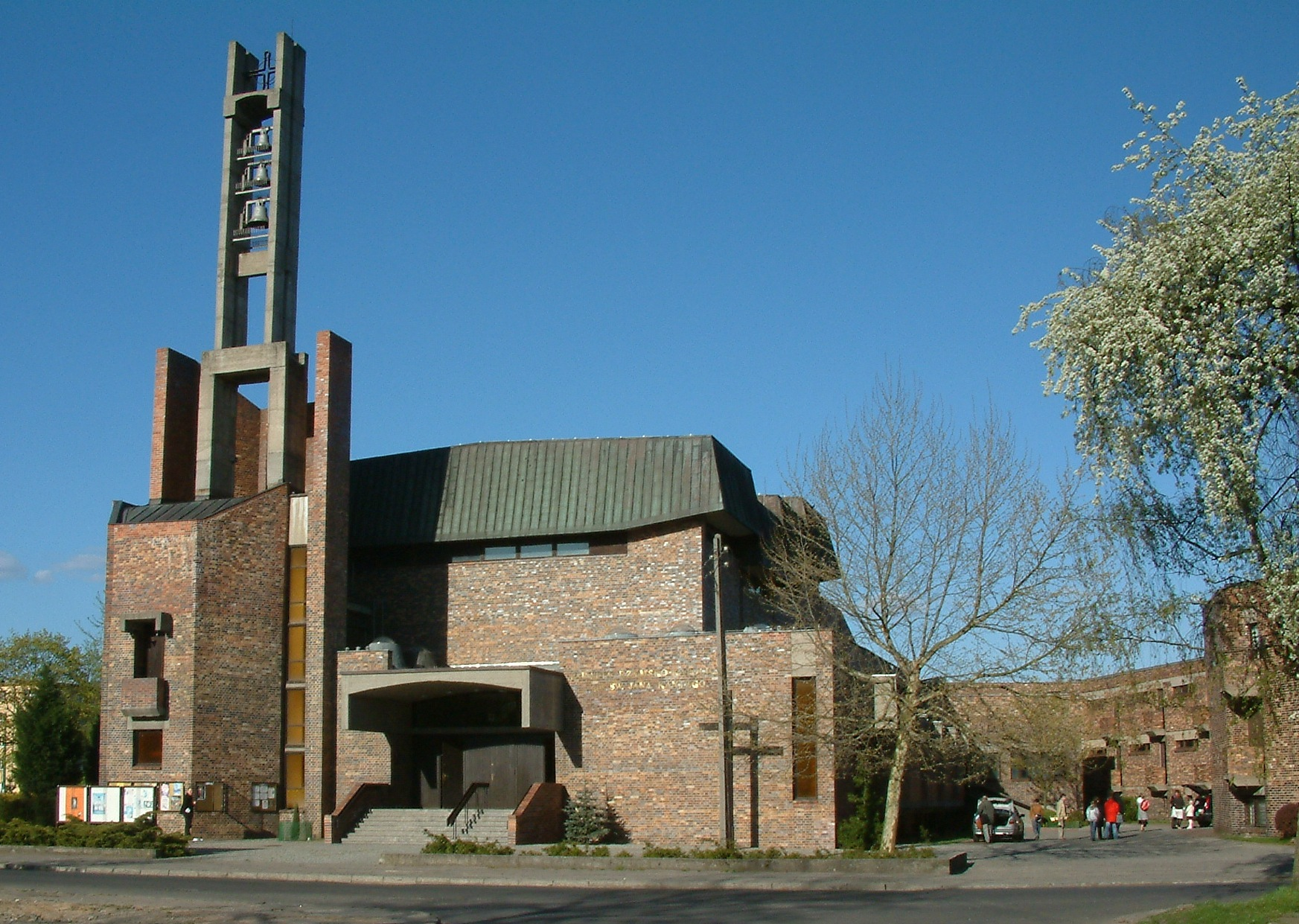
Kościół św. Jana Kantego w Poznaniu

  - Muzeum Instrumentów Muzycznych w Poznaniu - aranżacja (wraz z Janem Cieślińskim),
  - gmach Akademii Sztuk Plastycznych w Poznaniu - odbudowa (wraz z Janem Cieślińskim),
  - Hotel Merkury - Poznań (wraz z Janem Cieślińskim i Henrykiem Grochulskim, 1961–1964),
  - plac Ludwika Waryńskiego w Poznaniu - ściana wschodnia (wraz z Janem Cieślińskim i Zygmuntem Waschko, 1965),
  - kościół św. Jana Kantego w Poznaniu, 1978–1988,
  - Zespół Budynków Pomnika Tysiąclecia Państwa Polskiego w Gnieźnie (w zespole, 1973–78),
  - dom własny przy ul. Podkomorskiej projektu Edmunda Węcławskiego (rozbudowa o pracownię architektoniczną).
- architektura wnętrz:
  - stalle i ławy dla katedry wrocławskiej,
  - wnętrza Sądu Wojewódzkiego w Poznaniu (wraz z Janem Cieślińskim),
  - meble strefy kongresowej w Pałacu Kultury i Nauki w Warszawie,
  - meble hotelowe dla następujących hoteli:
    - Merkury, Poznań,
    - Cracovia, Kraków,
    - Grand, Sopot,
    - Giewont, Zakopane,
    - Panorama, Wrocław,

  - wyposażenie pasażerskich wagonów kolejowych,
  - wyposażenie kościoła Dominikanów w Poznaniu[3].

## Rodzina
Jego małżonką była pochodząca z Warszawy Irena Krystyna Wikbold, żołnierka Armii Krajowej.